# Tambacounda (departamento)
Tambacounda é um departamento da região de Tambacounda, no Senegal. Divide-se nos arrondissements de Koumpentoum, Koussanar, Makacoulibantang e Missirah.